# جلیل ویت
جلیل ویت (انگلیسی: Jaleel White؛ زادهٔ ۲۷ نوامبر ۱۹۷۶) یک هنرپیشه، فیلم‌نامه‌نویس، و تهیه‌کننده اهل ایالات متحده آمریکا است. وی از سال ۱۹۸۴ میلادی تاکنون مشغول فعالیت بوده‌است.
از فیلم‌ها یا برنامه‌های تلویزیونی که وی در آن نقش داشته است می‌توان به دختران رویایی، سکوت قلب، جودی مودی و دروغگوی چاق گنده اشاره کرد.